# Ethnocacérisme
L’ethnocacérisme, ou mouvement ethnocacériste (en espagnol etnocacerismo ou movimiento etnocacerista) aussi parfois appelé Movimiento Nacionalista Peruano ou «Mouvement nationaliste péruvien»), est un mouvement paramilitaire nationaliste et indigéniste du Pérou, dirigé par l'ex-major Antauro Humala, aujourd'hui en prison. Son idéologie dérive de celle d'Isaac Humala, avocat et communiste nationaliste, père d'Antauro et Ollanta Humala.
Il tire son nom du maréchal Andrés Avelino Cáceres, héros de la guerre du Pacifique (1879-1884) qui a opposé le Pérou au Chili, et du préfixe etno, c'est-à-dire « ethnique », en référence aux origines amérindiennes d'une large partie de la population du pays.

## Doctrine
Le mouvement a été décrit comme ayant des traits fascistes,,,,, le magazine Vice qualifiant l'ethnocacérisme comme « un mélange idiosyncratique de populisme économique, de xénophobie - en particulier à l'égard du Chili, voisin méridional du Pérou - et de mythification de la prétendue supériorité raciale des Andins à la peau cuivrée ».
Ayant construit un roman national se réclamant de l'empire Inca, le mouvement souhaite la reconquête du pouvoir par les indigènes et la défense des frontières et des intérêts du Pérou contre les États-Unis et le Chili, considérés comme des ennemis de la nation péruvienne. Sur le plan intérieur, l'ennemi désigné est le fujimorisme.[réf. nécessaire]
En matière économique, le mouvement ethnocacériste souhaite la nationalisation des industries et la légalisation de la culture de la coca.

## Insurrections
Le mouvement ethnocacériste est majoritairement constitué d'anciens militaires — licenciés ou déserteurs.
En 2000, Le commandant Ollanta Humala et son frère Antauro se soulèvent dans le sud des Andes contre le régime du président Alberto Fujimori. Ils sont arrêtés et emprisonnés à la forteresse du Real Felipe à Callao, puis amnistiés peu de temps après par le président Alejandro Toledo[réf. nécessaire]. Le 1er janvier 2005, Antauro Humala, à la tête d'un commando de réservistes, lance à partir de la ville d'Andahuaylas (Apurímac) un soulèvement des Andes contre le régime du président Alejandro Toledo, qui fera de nombreux morts[réf. nécessaire]. Depuis cette date, il est emprisonné avec plus de 200 réservistes au centre pénitentiaire spécial de Piedras Gordas, au nord de Lima[réf. nécessaire].
Ollanta Humala est élu président du Pérou en juillet 2011.